# Lycaeides inornata
Lycaeides inornata är en fjärilsart som beskrevs av Grand 1913. Lycaeides inornata ingår i släktet Lycaeides och familjen juvelvingar. Inga underarter finns listade i Catalogue of Life.